# Речной вокзал (Санкт-Петербург)

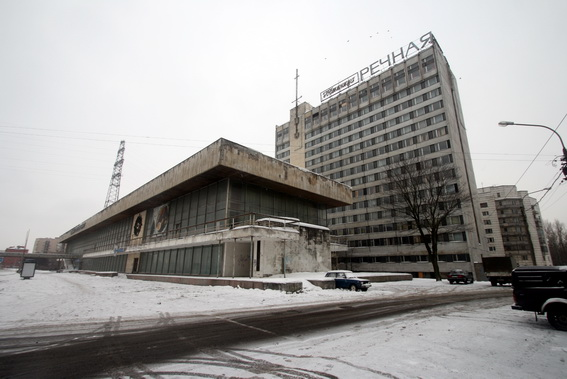
Здание речного вокзала и гостиницы «Речная» (февраль 2012 года)

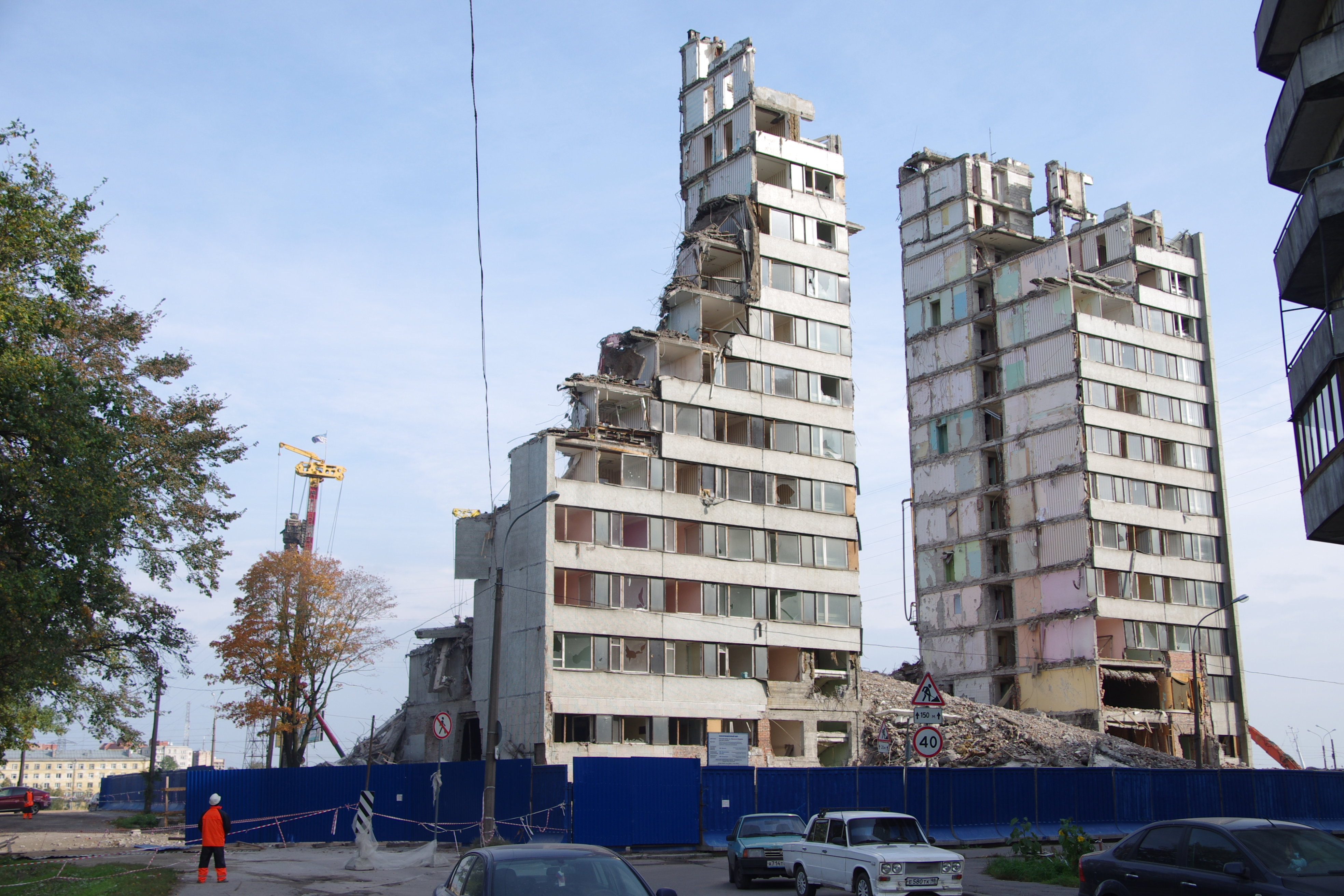
Снос гостиницы «Речная» (сентябрь 2012 года)

Речно́й вокза́л — комплекс зданий и сооружений, построенный в Ленинграде для обслуживания круизных рейсов речных пассажирских судов и размещения их команды, а также пассажиров в гостинице непосредственно у причала. После приватизации Речного вокзала Ленинграда к 1999 году он оказался в ведении ОАО «Пассажирский порт», которое затем перепродало его с целью закрытия своего бизнеса. Последовавшее за этим уничтожение всего комплекса было осуществлено в 2012 году. 
Речной вокзал располагался по адресу: Проспект Обуховской Обороны, 195, на набережной Невы выше Володарского моста.

## История

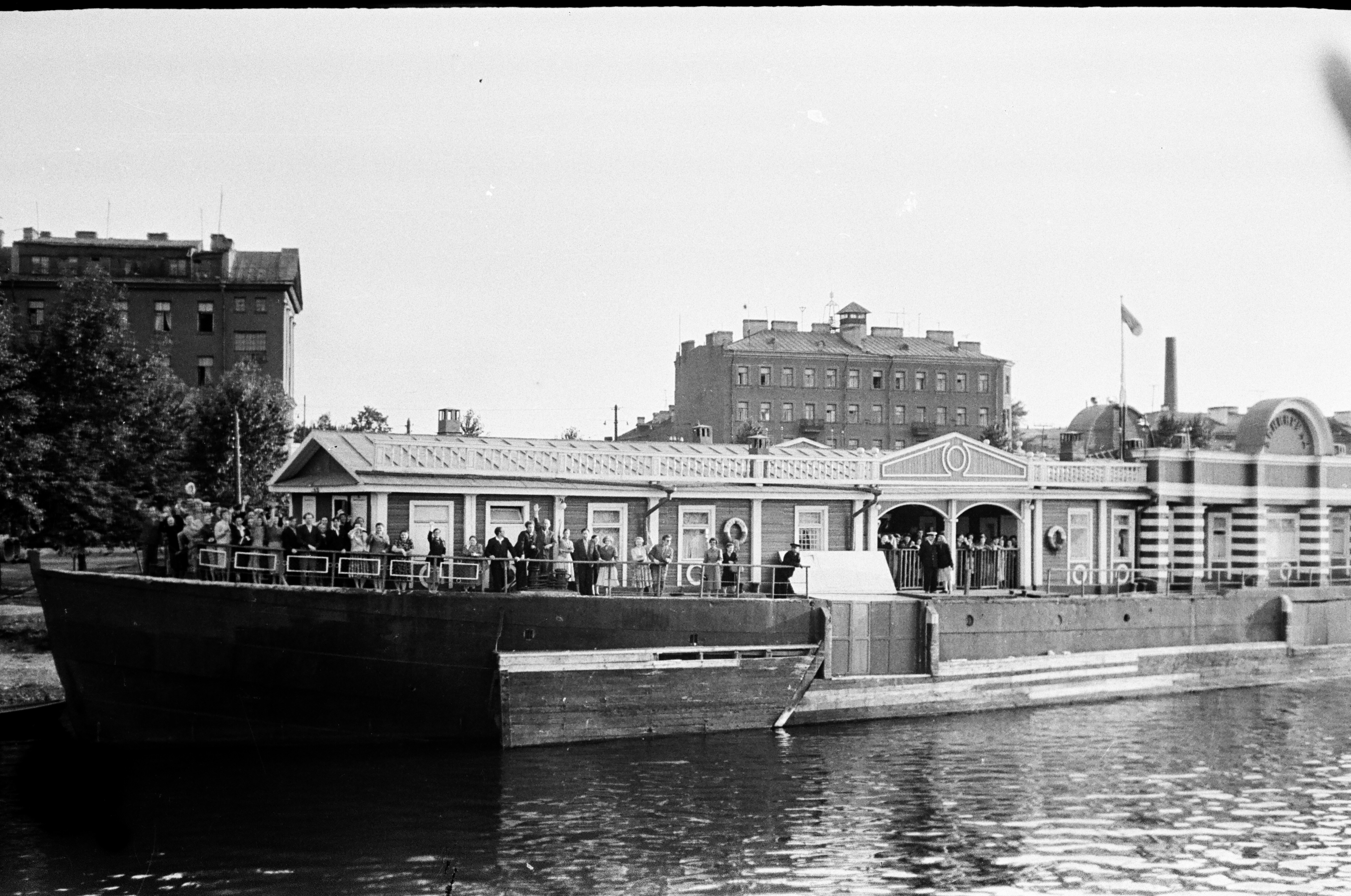
Озёрный вокзал, предшественник Речного

Комплекс зданий Речного вокзала, сооруженный в период с 1962 по 1974 год по проекту архитекторов В. В. Попова, И. Н. Кускова, Е. Д. Розенфельда, Т. Ф. Тарыкиной и инженера Б. Ф. Семина, включает в себя причал, пассажирский терминал и шестнадцатиэтажную гостиницу «Речная». После постройки Речной вокзал стал принадлежать Ленинградскому пассажирскому порту.
С 22 декабря 1999 года комплекс зданий и сооружений Речного вокзала находился в ведении ОАО «Пассажирский порт», дочернего предприятия ОАО «Северо-Западное пароходство».
Позже здание было выкуплено у порта под строительство 24-этажного жилого дома на 970 квартир. В 2009 году против сноса гостиницы выступил петербургский Союз архитекторов. Его члены предложили наделить комплекс зданий статусом памятника архитектуры. Но эта затея не увенчалась успехом.

## Современность
Работы по сносу комплекса начались в мае 2012 года. Часть туристического флота отправляется от причалов Уткина заводь (посёлок Новосаратовка), это новые причалы ОАО «Пассажирский порт». Другая часть флота перебазировалась на бывший причал Солебазы на правом берегу Невы, ниже Уткиной заводи.
На ПМЭФ-2018 подписано соглашение между Санкт-Петербургом и Евразийским банком развития о создании в Санкт-Петербурге нового речного пассажирского вокзала. Планируемый объем инвестиций – 2,12 млрд рублей.